# 필리핀 제도 은행
필리핀 제도 은행(영어: Bank of the Philippine Islands 뱅크 오브 더 필리핀 아일랜드스[*])는 필리핀의 은행이다.

## 같이 보기
- 아얄라 코퍼레이션